# Moravanska Venera
Moravanska Venera (slovaško Moravianska venuša) je majhen prazgodovinski figurica Venere, najdena na Slovaškem v začetku 20. stoletja.
Leta 1930 jo je med oranjem odkril kmet Štefan Hulman-Petrech v bližini vasi Moravany nad Váhom na Slovaškem.
Figurica je izdelana iz slonovine mamutovega okla in je datirana v 22.800 pred našim štetjem, v obdobje gravettian.
Kopija te Venere je trenutno na razstavljena v Bratislavskem gradu, ki je del Slovaškega narodnega muzeja.

## Izvor imena 'Venera'

### Boginja lepote in plodnosti
Ime 'Venera' za Moravansko Venero izhaja iz poimenovanja paleolitskih ženskih figuric, ki so jih kolektivno poimenovali »Venerine figurice«. To ime izhaja iz asociacije z rimsko boginjo lepote, Venero. To poimenovanje je prvič uporabil Markiz de Vibraye, ki je našel slonokoščeno figurico in jo poimenoval La Vénus impudique ali Venus Impudica, kar v prevodu pomeni »nemoralna Venera«. Kljub precejšnjim razlikam v mnenjih med arheologi in v paleoantropološki literaturi glede funkcije in pomena figur, ime izhaja iz predpostavke, da figurice simbolizirajo starodavni ideal lepote. To dojemanje naj bi izhajalo iz dejstva, da so nekatere telesne značilnosti figuric izrazito poudarjene, kot so prsi, trebuh in zadnjica. Vendar pa je pomembno upoštevati, da so te figurice mnogo starejše od mitologije o Venere. Zato nekateri kritiki, kot je Vandewettering, izpostavljajo, da je takšno poimenovanje Venerinih figuric lahko odraz androcentričnga pogleda na zgodovino.